# Hypericin
Hypericin ist ein rotes Anthrachinon-Derivat und einer der wesentlichen färbenden Bestandteile der Johanniskräuter, insbesondere des Echten Johanniskrauts (Hypericum perforatum). Hypericin wurde als Arzneistoff, hierbei hauptsächlich als Antidepressivum, verwendet. Als Nebenwirkungen der Einnahme wurden phototoxische Reaktionen der Haut, der Augenlinse und der Retina festgestellt; Letzteres kann zur Makuladegeneration führen. Die Anwendung von Hypericin als Antidepressivum ist heute umstritten, da bislang kein Wirksamkeitsnachweis für Hypericin erbracht werden konnte.

## Anwendung
In Deutschland ist Hypericin in allen Arzneien enthalten, die Johanniskräuter beinhalten. Die Zugabe von Hypericin zu Lebensmitteln ist durch den Anhang III der Verordnung (EG) Nr. 1334/2008 (Aromenverordnung) innerhalb der EU einheitlich verboten.
Da Hypericin sich vorzugsweise in krebsartigem Gewebe sammelt, wird es in der Fluoreszenzdiagnose als Indikator für Krebszellen eingesetzt.
In der photodynamischen Krebstherapie wird Hypericin wegen seiner Eigenschaft als Photosensibilisator eingesetzt. Das Hypericin ist affin gegenüber Proteinen. Aufgrund bisher ungeklärter Mechanismen reichert es sich insbesondere in Krebszellen an. Der Patient wird nach der Verabreichung des Sensibilisators mit einem spezifischen Lichtspektrum bestrahlt, welches mit Hilfe von Lampen oder eines Lasers erzeugt wird. Diese Bestrahlung führt zu einer Reaktion des Sensibilisators mit Sauerstoff, wodurch es zur Bildung von Singulett-Sauerstoff kommt, was zu einer Schädigung und dem Absterben der bestrahlten Krebszellen führt.
Es wird die Möglichkeit erprobt, hochresistente Bakterien, etwa Staphylococcus aureus-Stämme in eiternden Brandwunden, mit Hypericin zu sensibilisieren und dann durch Licht abzutöten.
Die antivirale Aktivität von Hypericin beruht hauptsächlich auf der Eigenschaft von Hypericin, mit Licht Singulett-Sauerstoff zu generieren. Dieser ist hoch reaktiv und zerstört organisches Material wie Zellwände, Virenhüllen, genetische Information etc.
Dadurch, dass die Inkubationen von Hypericin mit viralem Material meist nicht vor Licht geschützt stattfanden, inaktivierte Singulett-Sauerstoff die Viren, was erst zur Entdeckung der antiviralen Aktivität von Hypericin geführt hat. In der Dunkelreaktion zeigt Hypericin meist überhaupt keine antivirale Aktivität.

## Nebenwirkungen
Das große chromophorartige System des Moleküls bedeutet, dass es im Körper eine phototoxische Reaktion hervorrufen kann, wenn der Stoff (häufig als „natürliches“ Antidepressivum in Form von Johanniskrautprodukten benutzt) in Übermengen oder mit anderen Photosensibilisatoren (synergistischer Effekt) eingenommen wird, da Hypericin die Fotoempfindlichkeit des Körpers erhöht. Nach äußerlicher Anwendung von Hypericin (Bäder/Fußbäder mit Johanniskraut) kann bei Sonnenexposition ein Ödem auftreten.
Hypericin führt zu einer Aktivierung von Cytochrom P450, hierbei vor allem des Subtyps 3A4, in der Leber. Da dieses für die Verstoffwechselung vieler Arzneistoffe verantwortlich ist, wird dadurch der Abbau jener gefördert. Davon betroffen sind u. a. Kontrazeptiva, wodurch die Wirksamkeit der Antibabypille vermindert wird.

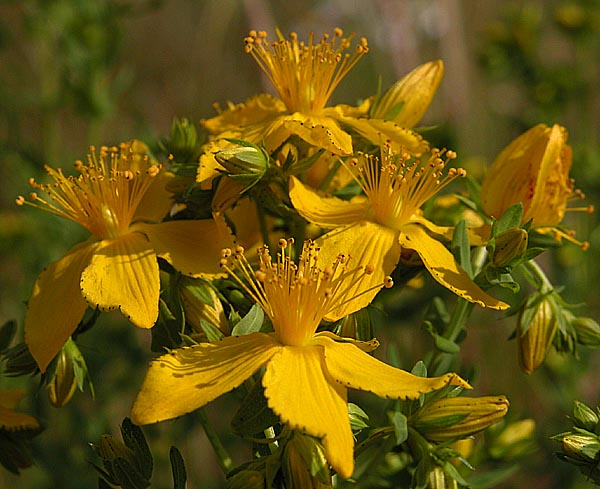
Echtes Johanniskraut (Hypericum perforatum)
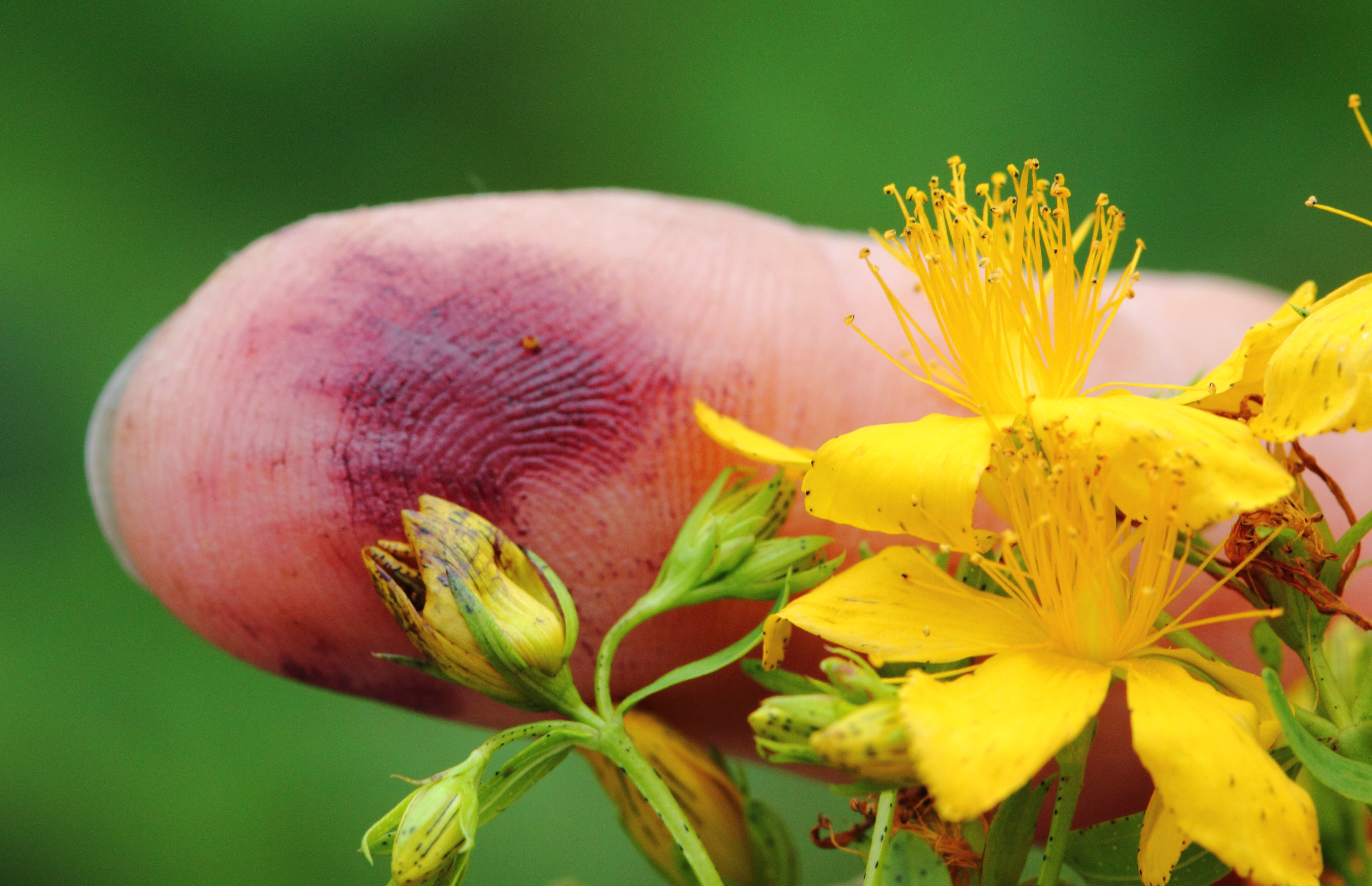
Beim Zerreiben der Knospen des Echten Johanniskrauts tritt Hypericin aus („Blut des heiligen Johannes“)
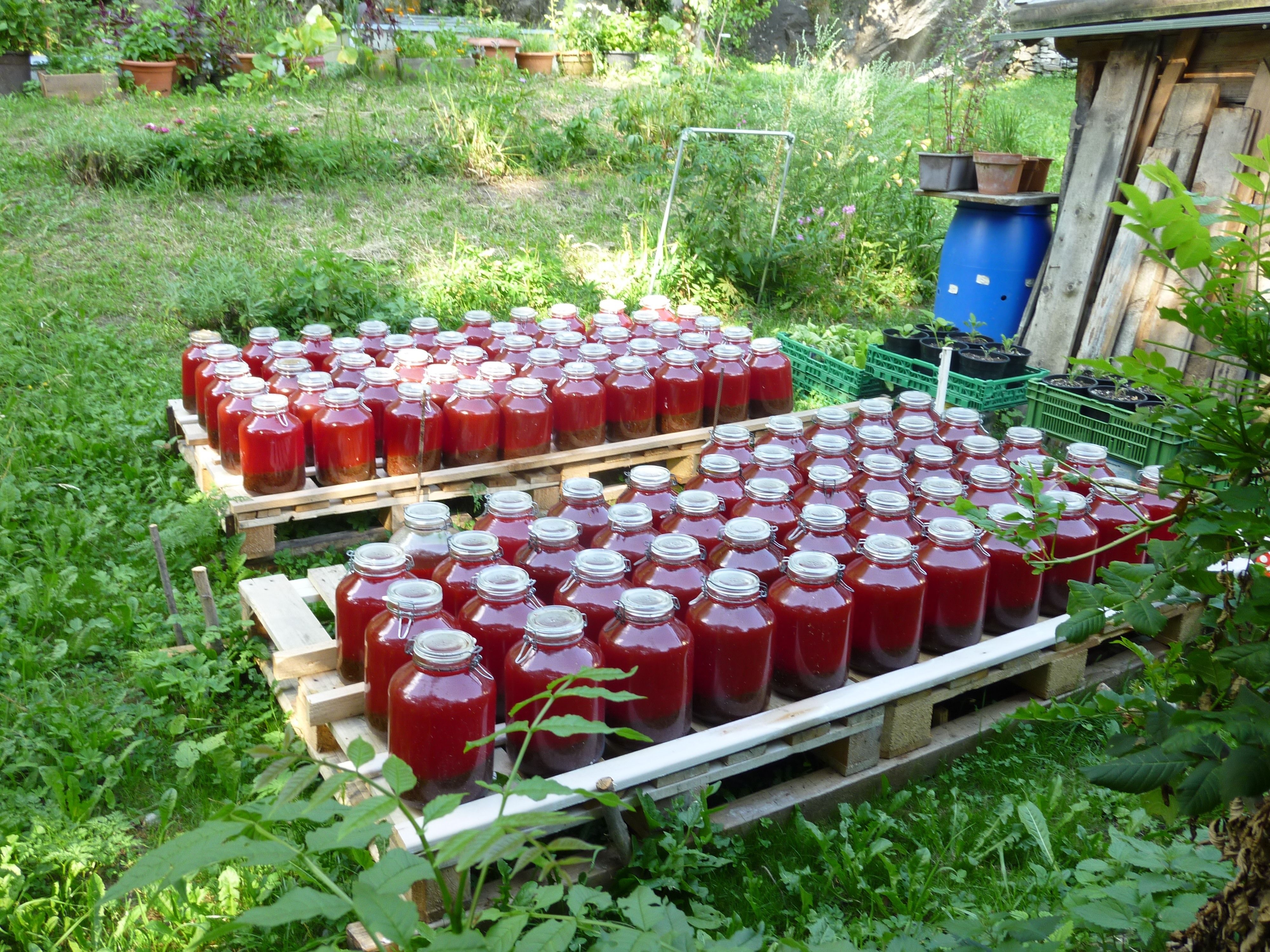
Hypericin-haltiges Johanniskrautöl („Johannisöl, Oleum hyperici“)

## Biosynthese
Die Biosynthese von Hypericin – ein fluoreszierender, kirschroter Farbstoff – erfolgt aus Emodin.

## Analytik
Zur zuverlässigen Bestimmung von Hypericin kann nach adäquater Probenvorbereitung die Kopplung der HPLC mit der Massenspektrometrie herangezogen werden.